# Абдрашитово (Альшеевский район)
Абдрашитово (баш. Әбдрәшит) — село в Альшеевском районе Республики Башкортостан Российской Федерации. Административный центр Абдрашитовского сельсовета. Живут башкиры, татары (2002 год). Малая родина Героя Советского Союза С. Х. Бикеева.

## География
Вытекает из озера в селе Абдрашитово (высота над уровнем моря — 223 м) река Елга (приток Дёмы).

### Географическое положение
Расстояние до:
- районного центра (Раевский): 27 км,
- ближайшей железнодорожной станции (Раевка): 27 км.

## История
В «Списке населенных мест по сведениям 1870 года», изданном в 1877 году, населённый пункт упомянут как деревня Токтар-Абдряшитова 2-го стана Белебейского уезда Уфимской губернии. Располагалась при речке Тау-илге и озере Таукуле, вправо от реки Дёмы, в 80 верстах от уездного города Белебея и в 60 верстах от становой квартиры в деревне Менеуз-Тамак. В деревне, в 70 дворах жили 389 человек (193 мужчины и 196 женщин, башкиры), были мечеть, училище, 2 водяные и 1 ветряная мельницы. Жители занимались пчеловодством.
По сведениям переписи 1897 года, в деревне Абдряшитова (Токшар-Абдряшитова) Белебеевского уезда Уфимской губернии жили 643 человека (306 мужчин и 337 женщин), все мусульмане.

## Население
| 2002 | 2009 | 2010 |
| ---- | ---- | ---- |
| 661  | ↗725 | ↘619 |

### Национальный состав
Согласно переписи 2002 года, преобладающая национальность — башкиры (73 %). Согласно результатам 4-й ревизии в деревне значатся «ясачные татары»

## Религия
В селе есть мечеть.

## Известные уроженцы
- Бикеев, Султан Хамитович — Герой Советского Союза.
- Шамиль Анак (псевдоним, настоящее имя Махмудов Шамиль Гумерович) (1928—2005) — поэт, заслуженный работник культуры БАССР (1990), член Союза писателей РБ и СССР.
- Амир Махмудов (Мәхмутов Амир Губаевич, 1947—2018) — поэт, литературный критик, писатель, член союза писателей СССР, доктор филологических наук.
- Фуат Шарипович Утяшев (1920—1998) — советский хозяйственный, государственный и политический деятель.